# Chris Dobey
Chris Dobey (Bedlington, 31 mei 1990) is een Engelse darter die sinds 2015 uitkomt voor de PDC. Van 2013 tot 2015 kwam hij uit voor de BDO. De Engelsman is een neef van darter Callan Rydz.

## Carrière
Het eerste grote toernooi waar Dobey aan meedeed was de UK Open 2015. Hij begon in de eerste ronde en verloor van Nathan Aspinall. Later dat jaar kwalificeerde hij zich voor de World Series of Darts Finals waar hij in de beslissende leg van Terry Jenkins verloor.
In 2016 speelde Dobey op het European Darts Championship. Hij speelde in de eerste ronde tegen Joe Cullen en verloor met 2-6 in legs.
Dobey kwalificeerde zich voor de Grand Slam of Darts 2016 nadat hij een kwalificatietoernooi had gewonnen. Hij speelde in Groep H tegen Benito van de Pas, Scott Mitchell en Adrian Lewis. Dobey verloor van Van de Pas maar wist wel te winnen van zowel Mitchell als Lewis. Hij eindigde als tweede in zijn groep en ging door naar de volgende ronde. Hij speelde tegen Jamie Hughes uit de BDO en won met 10-9 in legs en bereikte zo voor de eerste keer de kwartfinales op een groot toernooi. In de kwartfinale nam Dobey het op tegen James Wade en verloor met 16-5.
Dobey deed later dat jaar voor het eerst mee aan het PDC World Darts Championship. Hij speelde in de eerste ronde tegen Justin Pipe en won met 3-1 in sets. In de volgende ronde verloor hij van Dave Chisnall.
Het jaar daarop kwalificeerde Dobey zich opnieuw voor het PDC World Darts Championship waar hij in de eerste ronde tegen Phil Taylor speelde die zijn allerlaatste toernooi als professional speelde. Dobey verloor met 1-3 in sets.
In 2018 speelde Dobey op de UK Open. Hij bereikte de vijfde ronde waar hij van Corey Cadby verloor. In november van dat jaar speelde hij op de Players Championship Finals. Hij bereikte de kwartfinale nadat hij wedstrijden tegen Ron Meulenkamp, Dave Chisnall en James Wade had gewonnen. Dobey verloor in de kwartfinale van Daryl Gurney die het toernooi won. 
Dobey bereikte op het PDC World Darts Championship 2019 de vierde ronde waar hij van Gary Anderson verloor.
Door afwezigheid van Gary Anderson maakte Dobey als zogenoemde Premier League Uitdager op 7 februari 2019 zijn debuut in de Premier League Darts. Op de eerste avond in Newcastle speelde hij tegen Mensur Suljović. Na een ruime voorsprong werd met 6-6 gelijkgespeeld.
Tijdens de Pro Tour van 2019 gooide Dobey op Players Championship 2 een 9-darter via 180-180-141.
In 2019 debuteerde Dobey op de World Grand Prix. Hierin wist hij zijn eerste halve finale te halen op een televisietoernooi door te winnen van Ricky Evans, Gary Anderson en Ian White. In de halve finale verloor Dobey echter met 4-0 van Michael van Gerwen.
In november 2019 behaalde Dobey de halve finale van de Players Championship Finals. Hij versloeg dat toernooi Cristo Reyes, James Wilson, John Henderson en Raymond van Barneveld. In de halve finale ging hij met 11-8 onderuit tegen Gerwyn Price.
Op 6 juli 2021 won Dobey zijn eerste titel bij de PDC. In de finale van  Players Championship 18 versloeg hij José de Sousa met 8-7 in legs. Op 2 november 2021 won Dobey zijn tweede titel bij de PDC. Hij versloeg in de finale van Players Championship 28 Ryan Searle met 8-6 in legs.
De eerste titel op een major greep hij bij The Masters in 2023. Op dit toernooi wist Dobey in de finale van Rob Cross te winnen. Als gevolg van deze titel mocht Dobey deelnemen aan de Premier League Darts 2023. Op 2 februari debuteerde hij in de Premier League Darts 2023 in Belfast. Dobey schakelde eerst Peter Wright en Nathan Aspinall uit om in de finale te winnen met 6-5 van Michael van Gerwen.
In augustus 2023 maakte Dobey en dartsfabrikant Unicorn bekend uit elkaar te gaan. Begin september tekende hij op het St. James' Park, de thuisbasis van Newcastle United FC bij Target Darts.
Op 8 april 2024 won Dobey Players Championship 7, waarbij hij Josh Rock passeerde in de finale. In augustus van dat jaar schreef de Engelsman ook Players Championship 19 op zijn naam. In de finale ging hij voorbij aan Cameron Menzies. Om Players Championship 25 te winnen versloeg Dobey Stephen Bunting in de finale.
Door Alexander Merkx, Josh Rock, Kevin Doets en Gerwyn Price te verslaan op het PDC World Darts Championship 2025, bereikte Dobey voor het eerst in zijn carrière de halve finale van het WK. Michael van Gerwen zorgde daarin voor zijn uitschakeling.
Op 17 februari 2025 won Dobey in het Autotron te Rosmalen Players Championship 3, waarbij hij Jelle Klaasen passeerde in de finale. Op 17 juni van dat jaar won Dobey in Leicester ook Players Championship 17 door in de finale Dirk van Duijvenbode te verslaan.

## Resultaten op wereldkampioenschappen

### PDC
- 2017: Laatste 32 (verloren van Dave Chisnall met 2-4)
- 2018: Laatste 64 (verloren van Phil Taylor met 1-3)
- 2019: Laatste 16 (verloren van Gary Anderson met 3-4)
- 2020: Laatste 16 (verloren van Glen Durrant met 3-4)
- 2021: Laatste 32 (verloren van Daryl Gurney met 1-4)
- 2022: Laatste 16 (verloren van Luke Humphries met 3-4)
- 2023: Kwartfinale (verloren van Michael van Gerwen met 0-5)
- 2024: Kwartfinale (verloren van Rob Cross met 4-5)
- 2025: Halve finale (verloren van Michael van Gerwen met 1-6)

## Resultaten op de World Matchplay
- 2019: Laatste 32 (verloren van Rob Cross met 3-10)
- 2021: Laatste 32 (verloren van Joe Cullen met 8-10)
- 2022: Laatste 32 (verloren van Rob Cross met 9-11)
- 2023: Kwartfinale (verloren van Nathan Aspinall met 12-16)
- 2024: Laatste 16 (verloren van Michael Smith met 9-11)
- 2025: Laatste 16 (verloren van Gerwyn Price met 3-11)

## Gespeelde finales hoofdtoernooien

### PDC
| Resultaat | Nr. | Jaar | Kampioenschap | Tegenstander | Score  | Variant |
| Winnaar   | 1.  | 2023 | The Masters   | Rob Cross    | 11 – 7 | Legs    |

- Wedstrijden worden beslist bij gewonnen legs of sets